# Paul Aste
Paul Aste (Matrei in Osttirol, 5 dicembre 1916 – ...) è stato uno slittinista e bobbista austriaco.

## Biografia

### Slittino
È stato un atleta attivo in diverse discipline della slitta. Iniziò la sua carriera internazionale nello slittino e con la nazionale austriaca vinse cinque medaglie d'oro e due d'argento ai campionati europei, dei cinque titoli continentali due furono ottenuti nel singolo mentre i restanti tre nella specialità del doppio assieme ad Heinrich Isser, suo compaesano. Partecipò inoltre ai Campionati tedeschi del 1950, vincendo il titolo nel doppio con Isser.

### Bob
Gareggiò anche nel bob come pilota per la squadra nazionale austriaca, partecipando a tre edizioni dei Giochi olimpici: a Oslo 1952 ottenne il suo miglior risultato con il quinto posto nel bob a quattro, mentre a  Cortina d'Ampezzo 1956 fu invece dodicesimo nella gara a due. Otto anni dopo, all'età di 47 anni, gareggiò nuovamente nel bob a quattro alla rassegna casalinga di Innsbruck 1964, piazzandosi in settima posizione. In quest'ultima occasione ebbe inoltre l'onore di pronunciare il giuramento olimpico a nome di tutti gli atleti partecipanti ai Giochi nel corso della cerimonia di apertura.
Prese inoltre parte ad alcune edizioni dei campionati mondiali, conquistando in totale due medaglie:una d'argento vinta a Sankt Moritz 1955 in coppia con Josef Isser (fratello di Heinrich), e una medaglia di bronzo colta a Garmisch-Partenkirchen 1958 nuovamente insieme a Heinrich Isser.

## Palmarès

### Slittino

#### Europei
- 7 medaglie:
  - 5 ori (singolo ad Igls 1951; doppio a Garmisch-Partenkirchen 1952; singolo a Cortina d'Ampezzo 1953; singolo, doppio ad Hahnenklee 1955);
  - 2 argenti (singolo a Garmisch-Partenkirchen 1952; doppio a Cortina d'Ampezzo 1953).

#### Campionati tedeschi
- 1 medaglia:
  - 1 oro (doppio a Garmisch-Partenkirchen 1950);

### Bob

#### Mondiali
- 2 medaglie:
  - 1 argento (a due a Sankt Moritz 1955);
  - 1 bronzo (a due a Garmisch-Partenkirchen 1958).